# Pacyfikacja wsi Szarajówka
Pacyfikacja wsi Szarajówka – masowy mord na ludności cywilnej, połączony z grabieżą i niszczeniem mienia, dokonany przez okupantów niemieckich 18 maja 1943 roku we wsi Szarajówka na Zamojszczyźnie.
Szarajówkę spacyfikowano w odwecie za współpracę jej mieszkańców z ruchem oporu. Z rąk Niemców i ich ukraińskich kolaborantów zginęło co najmniej 58 osób, w tym wiele kobiet i dzieci. Większość ofiar została spalona żywcem. Wieś doszczętnie ograbiono, a jej zabudowania podpalono. Była to jedna z najkrwawszych pacyfikacji przeprowadzonych w czasie operacji wysiedleńczo-pacyfikacyjnej na Zamojszczyźnie.

## Geneza
Szarajówka to niewielka wieś w powiecie biłgorajskim. W okresie niemieckiej okupacji jej mieszkańcy aktywnie współpracowali z polską partyzantką. Mieli także udzielać pomocy ukrywającym się Żydom oraz czerwonoarmistom zbiegłym z niemieckiej niewoli.
Pod koniec listopada 1942 roku pod kierownictwem dowódcy SS i policji na dystrykt lubelski, SS-Brigadeführera Odilo Globocnika, rozpoczęto na Zamojszczyźnie szeroko zakrojoną operację wysiedleńczą. Jej celem było wypędzenie z tego regionu około 100 tys. Polaków, na których miejsce zamierzano osiedlić niemieckich kolonistów, przede wszystkim volksdeutschów ze Słowenii, Lotaryngii i Besarabii. Działania Niemców spotkały się z biernym oporem wysiedlanej ludności oraz ze zbrojną reakcją polskiego ruchu oporu. Oddziały partyzanckie Batalionów Chłopskich, Armii Krajowej i Gwardii Ludowej usiłowały powstrzymać ekspedycje pacyfikacyjno-wysiedleńcze, atakowały niemieckie obiekty gospodarcze i komunikacyjne, a także przeprowadzały akcje odwetowe we wsiach zasiedlonych przez niemieckich kolonistów.

## Przebieg pacyfikacji

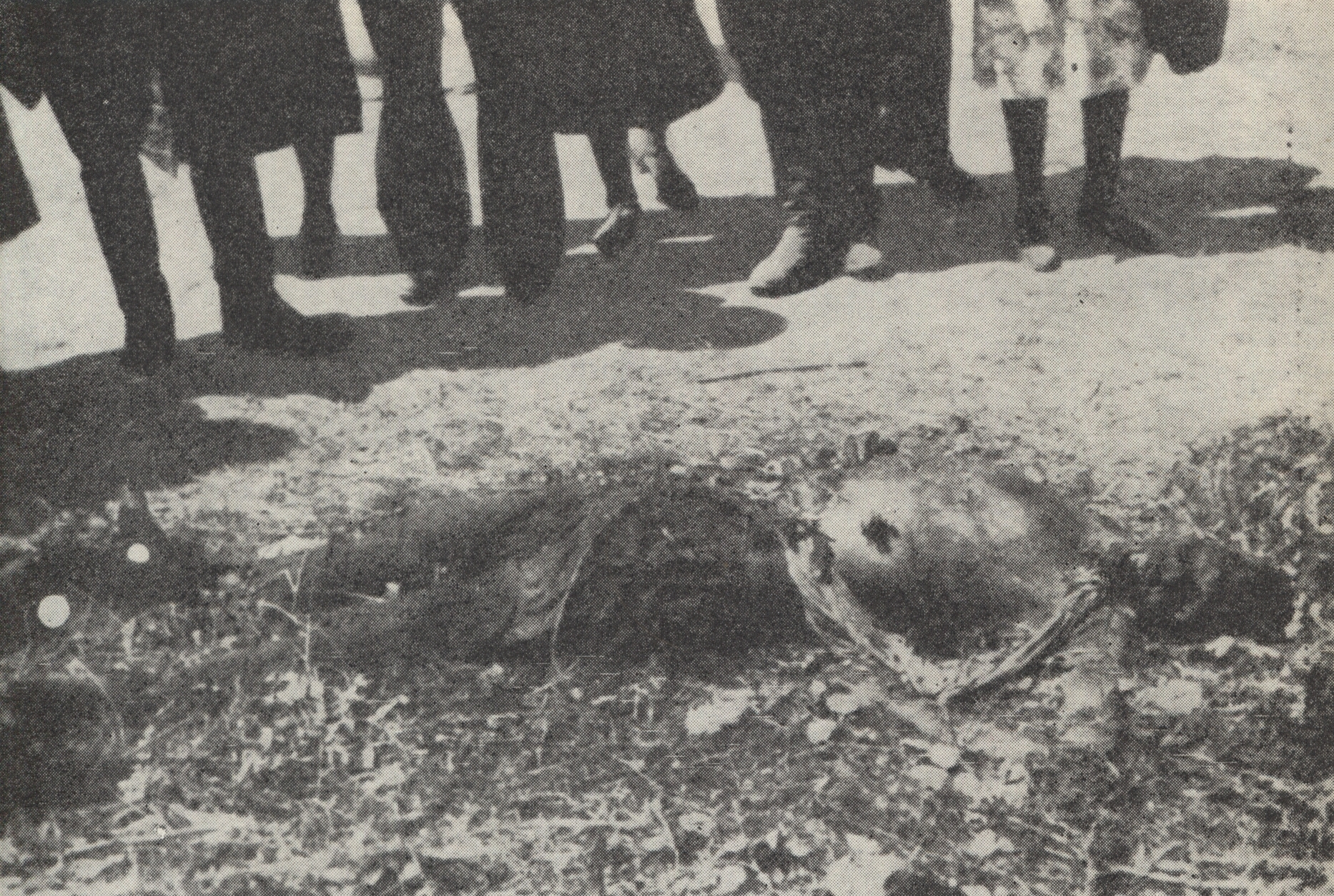
Zwłoki jednej z ofiar

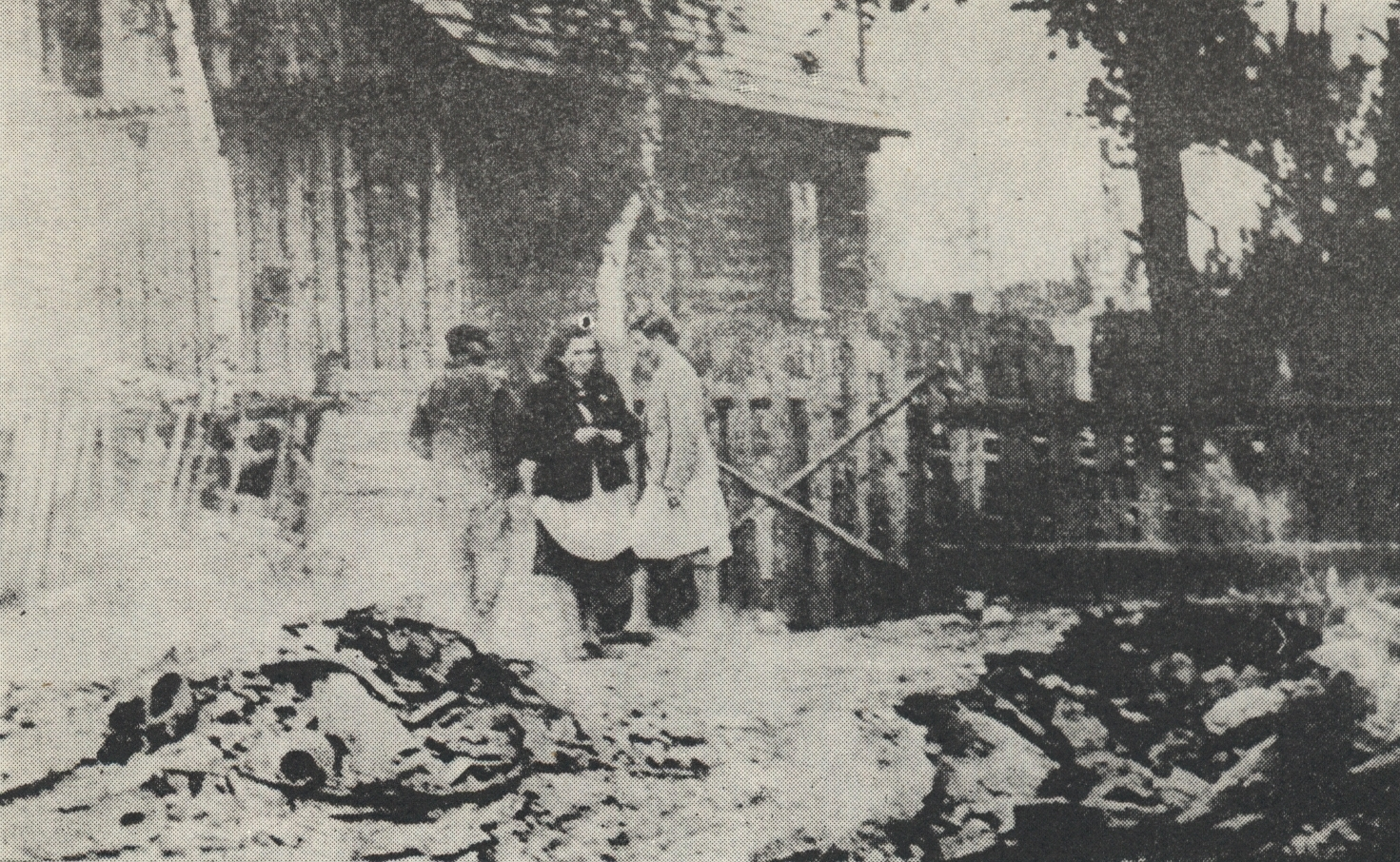
Zgliszcza wsi

Rankiem 18 maja 1943 roku do Szarajówki przybyła ekspedycja karna złożona z funkcjonariuszy niemieckiej żandarmerii oraz członków ukraińskiej policji pomocniczej z Biłgoraja i Tarnogrodu. Około godziny 9:00 mieszkańcy zorientowali się, że wieś została otoczona, co spowodowało wybuch paniki. Niedługo później Niemcy i Ukraińcy wkroczyli do wsi, po czym zaczęli wypędzać ludność z zabudowań i gromadzić  na placu położonym naprzeciwko zabudowań gospodarza Saniaka. Kobiety i dzieci były początkowo traktowane poprawnie, natomiast mężczyzn poddano brutalnym przesłuchaniom, usiłując wydobyć z nich informacje na temat polskich partyzantów. Niektóre osoby pobito tak dotkliwie, że nie były później w stanie dojść o własnych siłach na miejsce kaźni. W międzyczasie policjanci zabierali z gospodarstw inwentarz żywy oraz wynosili wszystkie wartościowe przedmioty.
Około godziny 12:00 dowódca ekspedycji karnej rozkazał spędzić wszystkich mieszkańców Szarajówki do kilku wybranych budynków. Wiele osób zgromadzono w stajni Macieja Mołdy, pozostałych wprowadzono do zabudowań Józefa Klechy i Stanisława Krzeszowca. Gdy wszystkie ofiary znalazły się w środku, Niemcy zaryglowali drzwi i okna, obłożyli budynki słomą, a następnie podpalili. Tylko jednej kobiecie udało się wydostać na zewnątrz, została jednak natychmiast zastrzelona. Na koniec oprawcy podpalili pozostałe zabudowania Szarajówki. Około godziny 15:30 ekspedycja karna opuściła zniszczoną wieś. Masakrę przeżyło jedynie kilka osób, które zdołały ukryć się na terenie wsi, a następnie zbiec pod osłoną dymu z płonących budynków. Ocaleli również ci mieszkańcy, którzy w czasie pacyfikacji przebywali poza domem, m.in. kilkoro dzieci uczących się w sąsiedniej miejscowości.
Część źródeł podaje, że czasie pacyfikacji zamordowano 67 Polaków. Zdecydowana większość ofiar, gdyż aż 58 osób, miała zostać spalona żywcem, pozostałe rozstrzelano. W innych źródłach można natomiast znaleźć informację, iż liczba ofiar pacyfikacji wyniosła 59 lub 58 osób. Udało się zidentyfikować nazwiska 41 ofiar. Znajdowało się wśród nich dziesięć kobiet oraz dwanaścioro dzieci poniżej 15. roku życia. Najmłodsza ofiara liczyła 2 miesiące, a najstarsza 61 lat. Niektóre rodziny zostały całkowicie wymordowane.
Według Czesława Madajczyka zbrodni dokonano w odwecie za współpracę mieszkańców wsi z ruchem oporu oraz atak partyzantów na żandarmów z posterunku w Tarnogrodzie.

## Epilog
Mieszkańcy sąsiednich wsi mieli początkowo nadzieję, że ludność Szarajówki została przez Niemców wysiedlona. Dopiero po wygaszeniu pożaru wśród zgliszcz odnaleziono zwęglone szczątki ofiar. Masakra odbiła się szerokim echem. Informowały o niej raporty polskiego podziemia oraz konspiracyjna prasa.
Szczątki zamordowanych spoczęły w zbiorowej mogile. Po wojnie wzniesiono na niej pomnik z piaskowca.